# Cardiomya filatovae
Cardiomya filatovae is een tweekleppigensoort uit de familie van de Cuspidariidae. De wetenschappelijke naam van de soort is voor het eerst geldig gepubliceerd in 1972 door Scarlato.